# Hans Jørgen Whitta-Jacobsen
Hans Jørgen Whitta-Jacobsen (født 29. september 1955) er en dansk professor i økonomi. I perioden 2010-15 var han formand for De Økonomiske Råd (også kaldet overvismand).
Whitta-Jacobsen blev cand.polit. fra Københavns Universitet i 1984 og ph.d. i økonomi samme sted 1989. Han har siden 1984 været ansat ved Økonomisk Institut på Københavns Universitet, fra 1991-2002 som lektor og siden 2002 som professor. Han har desuden været prodekan ved Det Samfundsvidenskabelige Fakultet.
Han har bl.a. forsket i makroøkonomisk teori og politik samt områder indenfor offentlig økonomi, primært sammenhæng mellem beskatning og arbejdskraftmobilitet, indkomstfordeling og økonomiens dynamiske effektivitet.